# Lavit
Lavit-de-Lomagne redirige ici.
Lavit est une commune française située dans le sud-ouest du département de Tarn-et-Garonne, en région Occitanie.
Sur le plan historique et culturel, la commune est dans la Lomagne, une ancienne circonscription de la province de Gascogne ayant titre de vicomté, surnommée « Toscane française ».
Exposée à un climat océanique altéré, elle est drainée par la Sère, l'Ayroux, le Rieutord, le ruisseau d'Asques, le ruisseau de Floris et par divers autres petits cours d'eau. La commune possède un patrimoine naturel remarquable composé d'une zone naturelle d'intérêt écologique, faunistique et floristique.
Lavit est une commune rurale qui compte 1 606 habitants en 2022.  Ses habitants sont appelés les Lavitois ou  Lavitoises.
La commune est parfois appelée Lavit-de-Lomagne de façon officieuse.
Ses habitants sont  les Lavitois.
Lavit est également connu pour les championnats du monde du lancer de noisettes. Cet évènement a lieu chaque année lors de la fête de la noisette au mois d'octobre.

## Géographie

### Localisation
Commune située en Lomagne.

### Communes limitrophes
Les communes limitrophes sont  Asques, Balignac, Castéra-Bouzet, Esparsac, Gensac, Maumusson, Montgaillard, Puygaillard-de-Lomagne et Saint-Arroumex.
| Puygaillard-de-Lomagne | Castéra-Bouzet | Asques, Saint-Arroumex |
| Balignac               | Lavit          | Gensac                 |
| Montgaillard           | Maumusson      | Esparsac               |

### Hydrographie

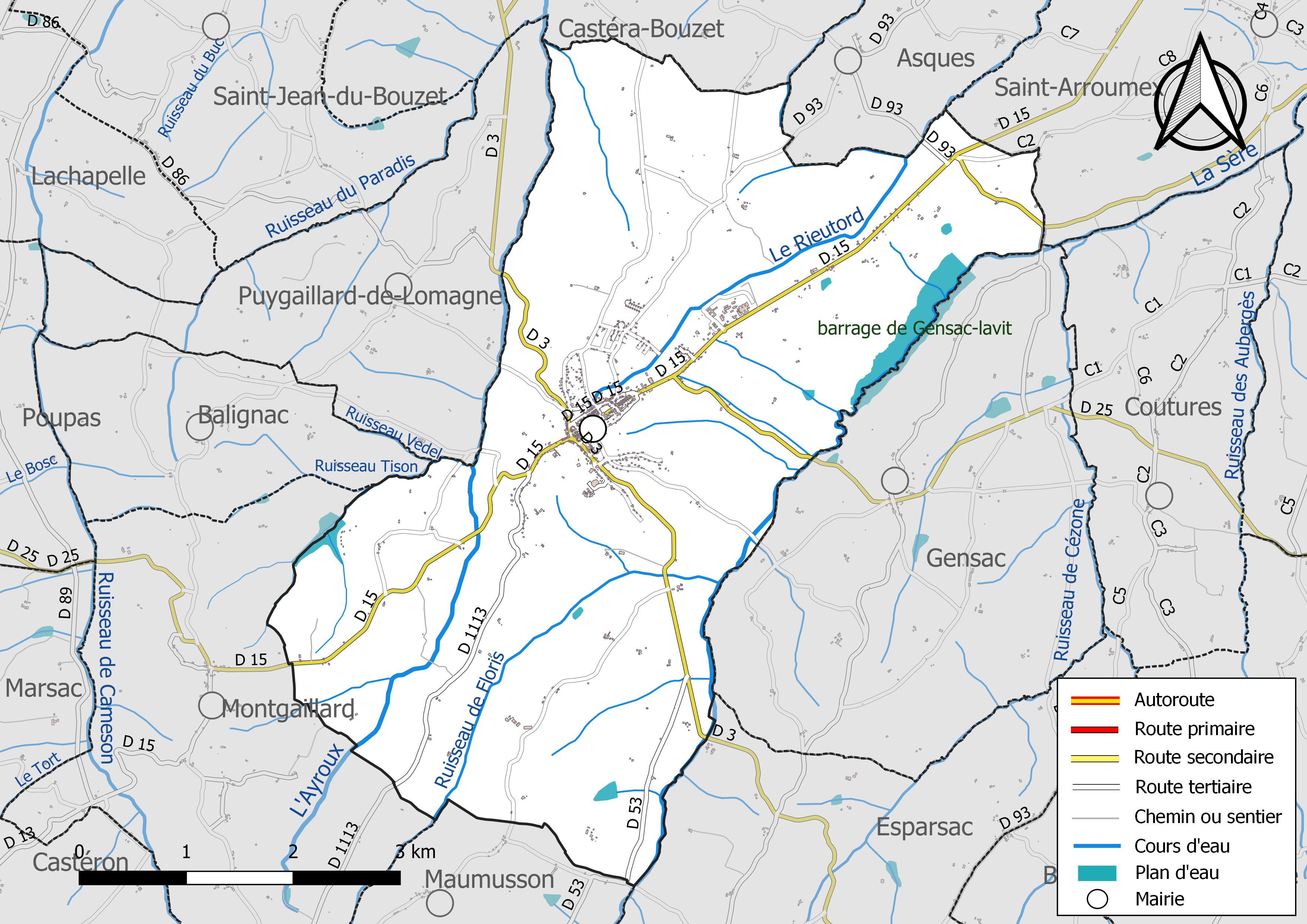
Réseaux hydrographique et routier de Lavit.

La commune est dans le bassin versant de la Garonne, au sein du bassin hydrographique Adour-Garonne. Elle est drainée par la Sère, l'Ayroux, le Rieutord, le ruisseau d'Asques, le ruisseau de Floris, le ruisseau Mano, le ruisseau Tison, le ruisseau Vedel et par divers petits cours d'eau, constituant un réseau hydrographique de 32 km de longueur totale,.
La Sère, d'une longueur totale de 31,8 km, prend sa source dans la commune de Castéron et s'écoule du sud-ouest vers le nord-ouest. Elle traverse la commune et se jette dans la Garonne à Castelsarrasin, après avoir traversé 15 communes.
L'Ayroux, d'une longueur totale de 26,1 km, prend sa source dans la commune de Montgaillard et s'écoule du sud vers le nord. Il traverse la commune et se jette dans la Garonne à Espalais, après avoir traversé 10 communes.
Le Rieutord, d'une longueur totale de 11,6 km, prend sa source dans la commune et s'écoule du sud-ouest vers le nord-ouest. Il traverse la commune et se jette dans la Sère à Castelmayran, après avoir traversé 5 communes.

### Climat
Pour des articles plus généraux, voir Climat de l'Occitanie et Climat de Tarn-et-Garonne.
En 2010, le climat de la commune est de type climat du Bassin du Sud-Ouest, selon une étude du Centre national de la recherche scientifique s'appuyant sur une série de données couvrant la période 1971-2000. En 2020, Météo-France publie une typologie des climats de la France métropolitaine dans laquelle la commune est exposée à un climat océanique altéré et est dans la région climatique Aquitaine, Gascogne, caractérisée par une pluviométrie abondante au printemps, modérée en automne, un faible ensoleillement au printemps, un été chaud (19,5 °C), des vents faibles, des brouillards fréquents en automne et en hiver et des orages fréquents en été (15 à 20 jours).
Pour la période 1971-2000, la température annuelle moyenne est de 13 °C, avec une amplitude thermique annuelle de 15,4 °C. Le cumul annuel moyen de précipitations est de 750 mm, avec 10,1 jours de précipitations en janvier et 6 jours en juillet. Pour la période 1991-2020, la température moyenne annuelle observée sur la station météorologique de Météo-France la plus proche, « Sérignac », sur la commune de Sérignac à 9 km à vol d'oiseau, est de 14,0 °C et le cumul annuel moyen de précipitations est de 690,5 mm. 
La température maximale relevée sur cette station est de 42,4 °C, atteinte le 24 août 2023 ; la température minimale est de −18,9 °C, atteinte le 16 janvier 1985,,.
Les paramètres climatiques de la commune ont été estimés pour le milieu du siècle (2041-2070) selon différents scénarios d'émission de gaz à effet de serre à partir des nouvelles projections climatiques de référence DRIAS-2020. Ils sont consultables sur un site dédié publié par Météo-France en novembre 2022.

### Milieux naturels et biodiversité

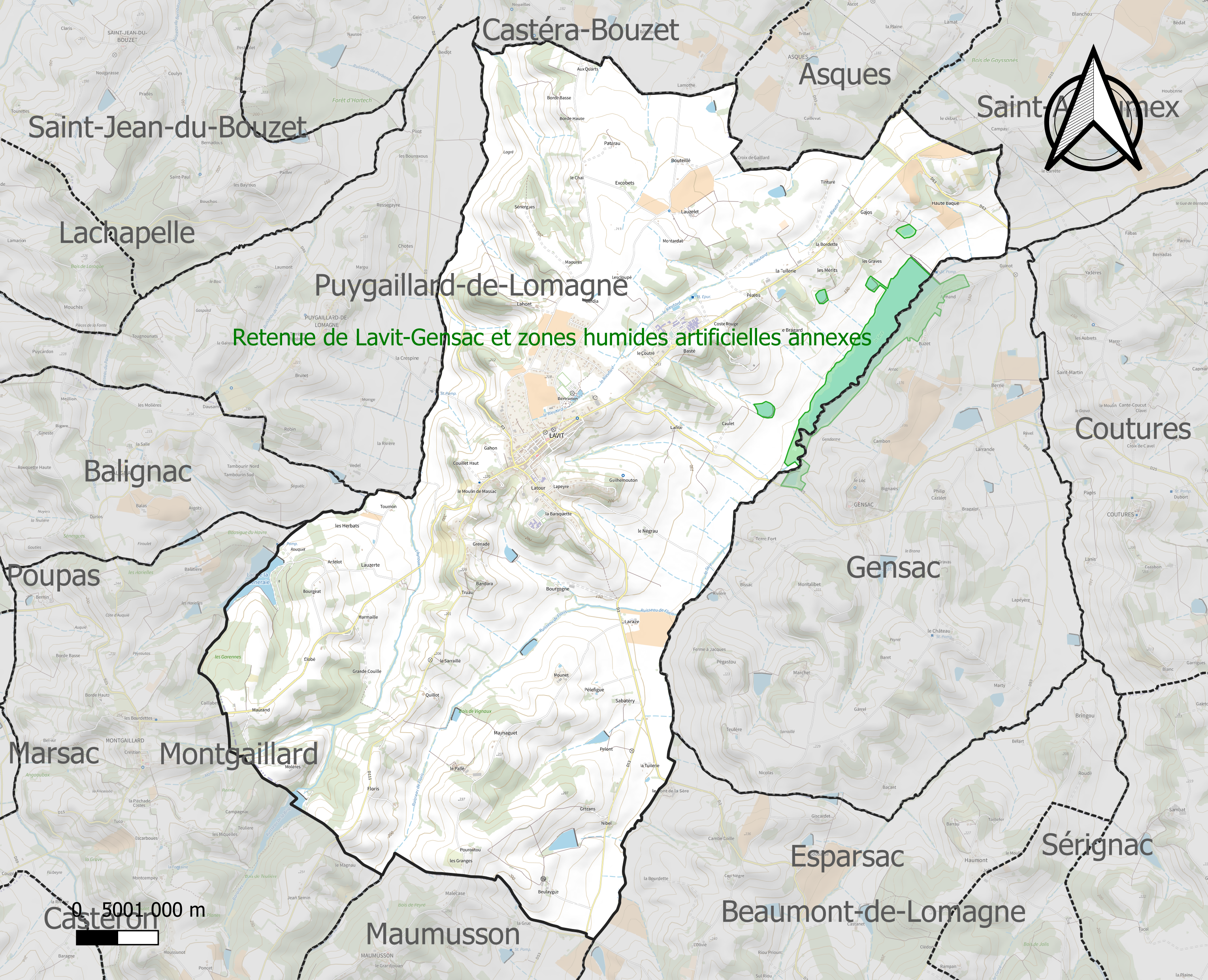
Carte de la ZNIEFF de type 1 localisée sur la commune.

L’inventaire des zones naturelles d'intérêt écologique, faunistique et floristique (ZNIEFF) a pour objectif de réaliser une couverture des zones les plus intéressantes sur le plan écologique, essentiellement dans la perspective d’améliorer la connaissance du patrimoine naturel national et de fournir aux différents décideurs un outil d’aide à la prise en compte de l’environnement dans l’aménagement du territoire.
Une ZNIEFF de type 1 est recensée sur la commune :
la « retenue de Lavit-Gensac et zones humides artificielles annexes » (75 ha), couvrant 2 communes du département.

## Urbanisme

### Typologie
Au 1er janvier 2024, Lavit est catégorisée bourg rural, selon la nouvelle grille communale de densité à sept niveaux définie par l'Insee en 2022.
Elle est située hors unité urbaine et hors attraction des villes,.

### Occupation des sols
L'occupation des sols de la commune, telle qu'elle ressort de la base de données européenne d’occupation biophysique des sols Corine Land Cover (CLC), est marquée par l'importance des territoires agricoles (92,1 % en 2018), en diminution par rapport à 1990 (93,4 %). La répartition détaillée en 2018 est la suivante : 
terres arables (72,5 %), zones agricoles hétérogènes (19,7 %), forêts (4 %), zones urbanisées (2,5 %), eaux continentales (1,4 %). L'évolution de l’occupation des sols de la commune et de ses infrastructures peut être observée sur les différentes représentations cartographiques du territoire : la carte de Cassini (XVIIIe siècle), la carte d'état-major (1820-1866) et les cartes ou photos aériennes de l'IGN pour la période actuelle (1950 à aujourd'hui).

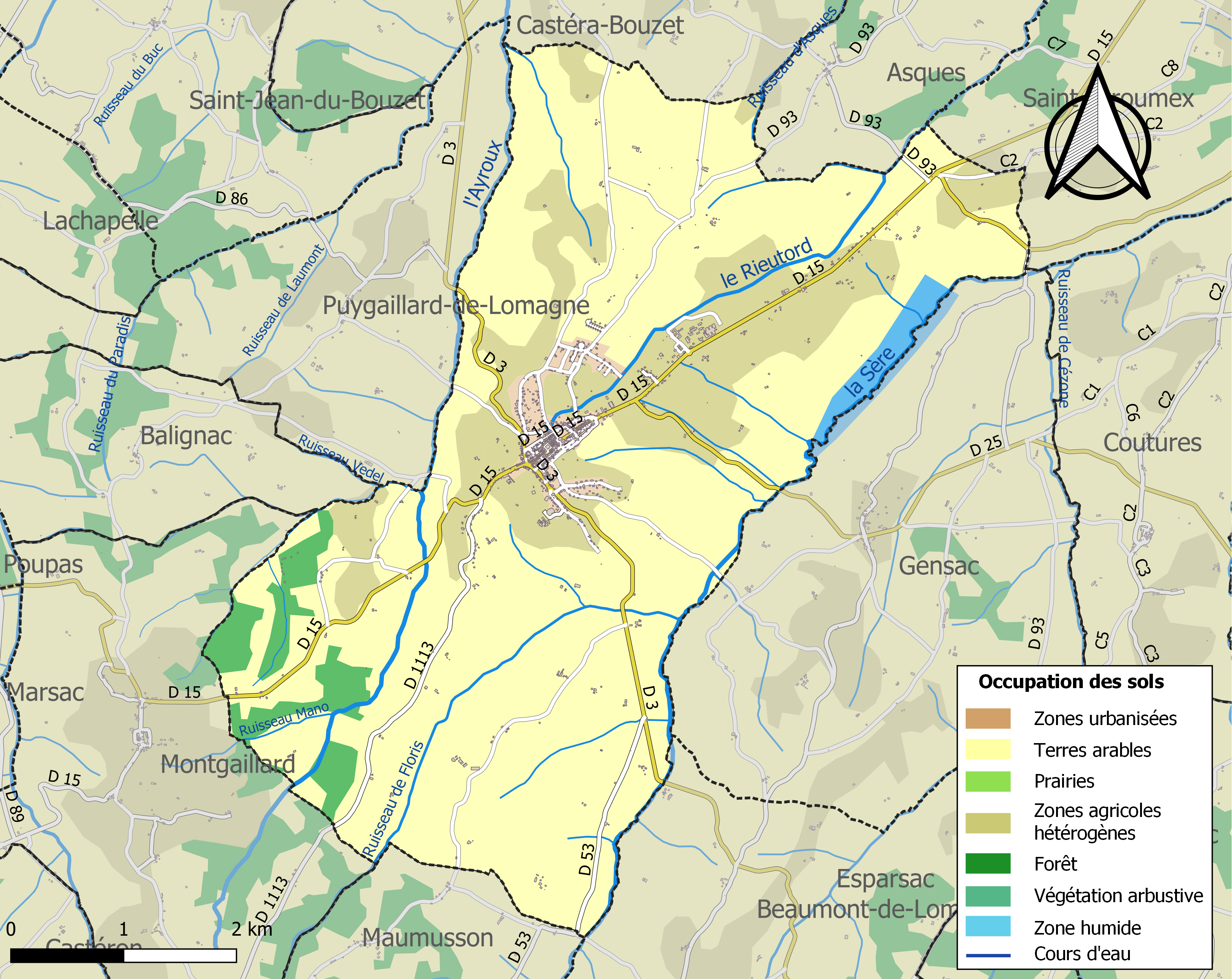
Carte des infrastructures et de l'occupation des sols de la commune en 2018 (CLC).

### Risques majeurs
Le territoire de la commune de Lavit est vulnérable à différents aléas naturels : météorologiques (tempête, orage, neige, grand froid, canicule ou sécheresse), inondations, mouvements de terrains et séisme (sismicité très faible). Il est également exposé à deux risques technologiques,  le transport de matières dangereuses et le risque nucléaire. Un site publié par le BRGM permet d'évaluer simplement et rapidement les risques d'un bien localisé soit par son adresse soit par le numéro de sa parcelle.

#### Risques naturels
Certaines parties du territoire communal sont susceptibles d’être affectées par le risque d’inondation par débordement de cours d'eau, notamment la Sère, l'Ayroux et le Rieutord. La cartographie des zones inondables en ex-Midi-Pyrénées réalisée dans le cadre du XIe Contrat de plan État-région, visant à informer les citoyens et les décideurs sur le risque d’inondation, est accessible sur le site de la DREAL Occitanie. La commune a été reconnue en état de catastrophe naturelle au titre des dommages causés par les inondations et coulées de boue survenues en 1982, 1993, 1999, 2007, 2015 et 2018,.
Lavit est exposée au risque de feu de forêt. Le département de Tarn-et-Garonne présentant toutefois globalement un niveau d’aléa moyen à faible très localisé, aucun Plan départemental de protection des forêts contre les risques d’incendie de forêt (PFCIF) n'a été élaboré. Le débroussaillement aux abords des maisons constitue l’une des meilleures protections pour les particuliers contre le feu,.

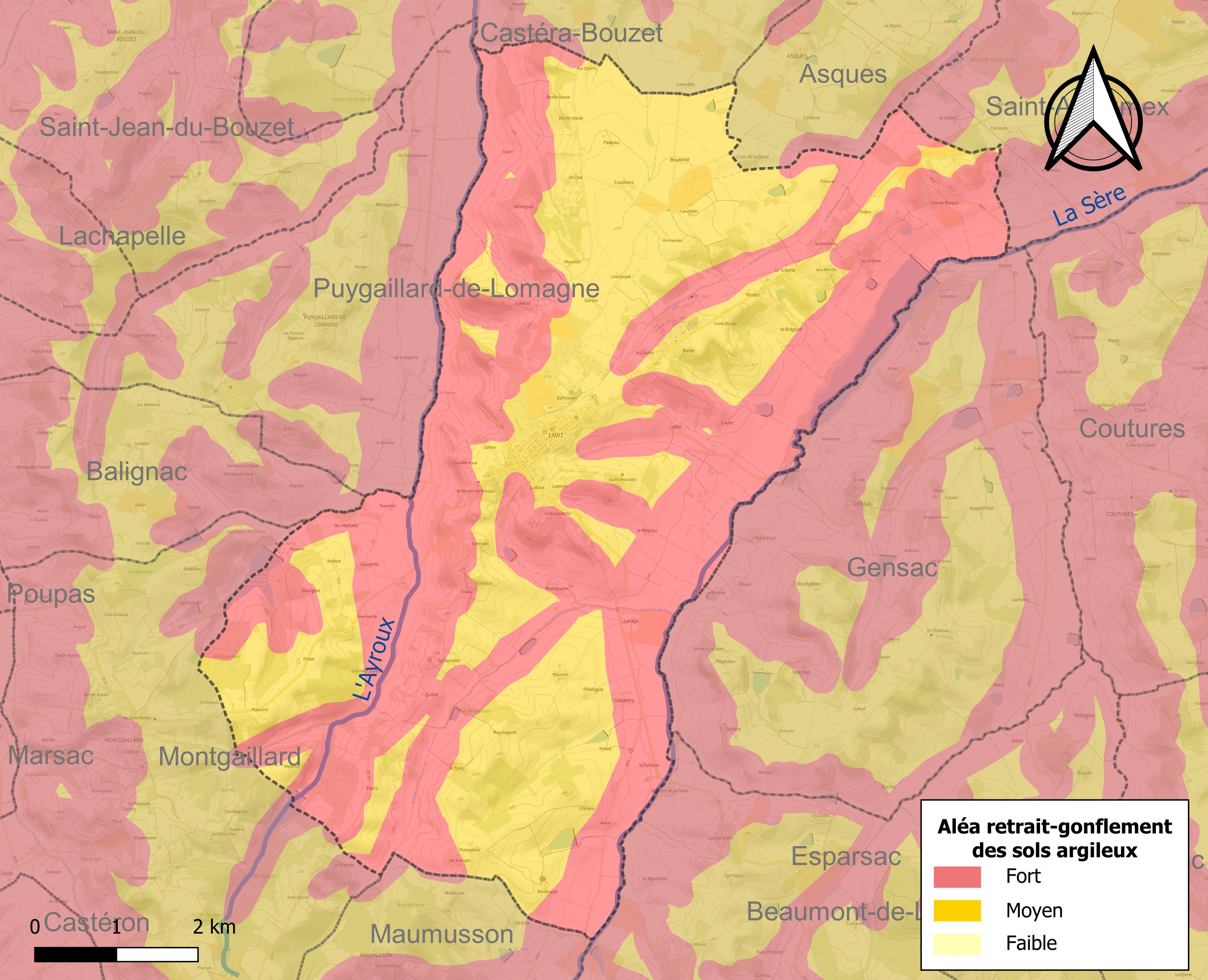
Carte des zones d'aléa retrait-gonflement des sols argileux de Lavit.

Les mouvements de terrains susceptibles de se produire sur la commune sont des tassements différentiels.
Le retrait-gonflement des sols argileux est susceptible d'engendrer des dommages importants aux bâtiments en cas d’alternance de périodes de sécheresse et de pluie. La totalité de la commune est en aléa moyen ou fort (92 % au niveau départemental et 48,5 % au niveau national). Sur les 639 bâtiments dénombrés sur la commune en 2019, 639 sont en aléa moyen ou fort, soit 100 %, à comparer aux 96 % au niveau départemental et 54 % au niveau national. Une cartographie de l'exposition du territoire national au retrait gonflement des sols argileux est disponible sur le site du BRGM,.
Par ailleurs, afin de mieux appréhender le risque d’affaissement de terrain, l'inventaire national des cavités souterraines permet de localiser celles situées sur la commune.
Concernant les mouvements de terrains, la commune a été reconnue en état de catastrophe naturelle au titre des dommages causés par la sécheresse en 1989, 1991, 1992, 1996, 1998, 2002, 2003, 2008, 2009, 2012, 2015 et 2017 et par des mouvements de terrain en 1999.

#### Risques technologiques
Le risque de transport de matières dangereuses sur la commune est lié à sa traversée par des infrastructures routières ou ferroviaires importantes ou la présence d'une canalisation de transport d'hydrocarbures. Un accident se produisant sur de telles infrastructures est susceptible d’avoir des effets graves sur les biens, les personnes ou l'environnement, selon la nature du matériau transporté. Des dispositions d’urbanisme peuvent être préconisées en conséquence.
En cas d’accident grave, certaines installations nucléaires sont susceptibles de rejeter dans l’atmosphère de l’iode radioactif. La commune étant située dans le périmètre de sûreté de 20 km autour de la centrale nucléaire de Golfech, elle est exposée au risque nucléaire. En cas d'accident nucléaire, une alerte est donnée par différents médias (sirène, sms, radio, véhicules). Dès l'alerte, les personnes habitant dans le périmètre de 2 km se mettent à l'abri. Les personnes habitant dans le périmètre de 20 km peuvent être amenées, sur ordre du préfet, à évacuer et ingérer des comprimés d'iode,,.

## Toponymie
Attestée sous les formes hospitale de Vite en 1343.

De l'occitan qui a dû avoir les mêmes sens que l'oïl habit « habitation », et aussi « abri du pèlerin, hébergement, ermitage ».

## Politique et administration

### Liste des maires
| Période                                  | Période  | Identité          | Étiquette | Qualité                                                          |
| ---------------------------------------- | -------- | ----------------- | --------- | ---------------------------------------------------------------- |
| avant 1951                               | ?        | Paulin Dupuy      | SFIO      | Agriculteur                                                      |
|                                          |          |                   |           |                                                                  |
| mars 1995                                | 2020     | Francis Garrigues | DVG       | Ancien Conseiller général Président de la Communauté de communes |
| mars 2020                                | En cours | Yves Meilhan      | DVD       | Ancien employé                                                   |
| Les données manquantes sont à compléter. |          |                   |           |                                                                  |

## Démographie
L'évolution du nombre d'habitants est connue à travers les recensements de la population effectués dans la commune depuis 1793. Pour les communes de moins de 10 000 habitants, une enquête de recensement portant sur toute la population est réalisée tous les cinq ans, les populations de référence des années intermédiaires étant quant à elles estimées par interpolation ou extrapolation. Pour la commune, le premier recensement exhaustif entrant dans le cadre du nouveau dispositif a été réalisé en 2008.

En 2022, la commune comptait 1 606 habitants, en évolution de +2,16 % par rapport à 2016 (Tarn-et-Garonne : +3,12 %, France hors Mayotte : +2,11 %).
| 1793  | 1800  | 1806  | 1821  | 1831  | 1836  | 1841  | 1846  | 1851  |
| ----- | ----- | ----- | ----- | ----- | ----- | ----- | ----- | ----- |
| 1 213 | 1 222 | 1 243 | 1 422 | 1 465 | 1 616 | 1 605 | 1 618 | 1 622 |

| 1856  | 1861  | 1866  | 1872  | 1876  | 1881  | 1886  | 1891  | 1896  |
| ----- | ----- | ----- | ----- | ----- | ----- | ----- | ----- | ----- |
| 1 582 | 1 547 | 1 584 | 1 519 | 1 524 | 1 467 | 1 611 | 1 509 | 1 519 |

| 1901  | 1906  | 1911  | 1921 | 1926 | 1931 | 1936 | 1946 | 1954 |
| ----- | ----- | ----- | ---- | ---- | ---- | ---- | ---- | ---- |
| 1 401 | 1 255 | 1 187 | 971  | 995  | 976  | 969  | 926  | 952  |

| 1962  | 1968  | 1975  | 1982  | 1990  | 1999  | 2006  | 2008  | 2013  |
| ----- | ----- | ----- | ----- | ----- | ----- | ----- | ----- | ----- |
| 1 079 | 1 078 | 1 263 | 1 432 | 1 612 | 1 570 | 1 538 | 1 529 | 1 534 |

| 2018  | 2022  | - | - | - | - | - | - | - |
| ----- | ----- | - | - | - | - | - | - | - |
| 1 607 | 1 606 | - | - | - | - | - | - | - |

## Économie

### Revenus
En 2018, la commune compte 566 ménages fiscaux, regroupant 1 246 personnes. La médiane du revenu disponible par unité de consommation est de 19 800 € (20 140 € dans le département).

### Emploi
|                | 2008  | 2013   | 2018   |
| -------------- | ----- | ------ | ------ |
| Commune        | 4,8 % | 8,5 %  | 8,9 %  |
| Département    | 8,4 % | 10,2 % | 10,3 % |
| France entière | 8,3 % | 10 %   | 10 %   |

En 2018, la population âgée de 15 à 64 ans s'élève à 890 personnes, parmi lesquelles on compte 60,2 % d'actifs (51,3 % ayant un emploi et 8,9 % de chômeurs) et 39,8 % d'inactifs,. Depuis 2008, le taux de chômage communal (au sens du recensement) des 15-64 ans est inférieur à celui de la France et du département.
La commune est hors attraction des villes,. Elle compte 725 emplois en 2018, contre 656 en 2013 et 572 en 2008. Le nombre d'actifs ayant un emploi résidant dans la commune est de 470, soit un indicateur de concentration d'emploi de 154,3 % et un taux d'activité parmi les 15 ans ou plus de 39,3 %.
Sur ces 470 actifs de 15 ans ou plus ayant un emploi, 240 travaillent dans la commune, soit 51 % des habitants. Pour se rendre au travail, 81,9 % des habitants utilisent un véhicule personnel ou de fonction à quatre roues, 0,6 % les transports en commun, 9,2 % s'y rendent en deux-roues, à vélo ou à pied et 8,3 % n'ont pas besoin de transport (travail au domicile).

### Activités hors agriculture

#### Secteurs d'activités
100 établissements sont implantés  à Lavit au 31 décembre 2019. Le tableau ci-dessous en détaille le nombre par secteur d'activité et compare les ratios avec ceux du département,.
| Secteur d'activité                                                                                        | Commune | Commune | Département |
| Secteur d'activité                                                                                        | Nombre  | %       | %           |
| --- | ------- | ------- | ----------- |
| Ensemble                                                                                                  | 100     | 100 %   | (100 %)     |
| Industrie manufacturière, industries extractives et autres                                                | 13      | 13 %    | (9,6 %)     |
| Construction                                                                                              | 17      | 17 %    | (14,9 %)    |
| Commerce de gros et de détail, transports, hébergement et restauration                                    | 31      | 31 %    | (29,7 %)    |
| Information et communication                                                                              | 1       | 1 %     | (1,9 %)     |
| Activités financières et d'assurance                                                                      | 3       | 3 %     | (3,4 %)     |
| Activités immobilières                                                                                    | 3       | 3 %     | (3,3 %)     |
| Activités spécialisées, scientifiques et techniques et activités de services administratifs et de soutien | 13      | 13 %    | (14,1 %)    |
| Administration publique, enseignement, santé humaine et action sociale                                    | 15      | 15 %    | (13,6 %)    |
| Autres activités de services                                                                              | 4       | 4 %     | (9,3 %)     |

Le secteur du commerce de gros et de détail, des transports, de l'hébergement et de la restauration est prépondérant sur la commune puisqu'il représente 31 % du nombre total d'établissements de la commune (31 sur les 100 entreprises implantées  à Lavit), contre 29,7 % au niveau départemental.

#### Entreprises et commerces
Les cinq entreprises ayant leur siège social sur le territoire communal qui génèrent le plus de chiffre d'affaires en 2020 sont : 
- Trans-Lomagne - TSL, transports routiers réguliers de voyageurs (1 994 k€)
- SARL Quercy Lomagne - SARL QL, commerce de gros (commerce interentreprises) de fruits et légumes (1 536 k€)
- Alpha...omega Transports, transports routiers de fret de proximité (934 k€)
- Cinq Sens A La Toque, restauration traditionnelle (200 k€)
- Codecarrelage, travaux de revêtement des sols et des murs (165 k€)

### Agriculture
La commune est dans la Lomagne, une petite région agricole située dans le sud-ouest du département de Tarn-et-Garonne. En 2020, l'orientation technico-économique de l'agriculture  sur la commune est la polyculture et/ou le polyélevage. 
|               | 1988  | 2000  | 2010  | 2020  |
| ------------- | ----- | ----- | ----- | ----- |
| Exploitations | 46    | 34    | 21    | 18    |
| SAU (ha)      | 2 102 | 1 554 | 1 660 | 2 114 |

Le nombre d'exploitations agricoles en activité et ayant leur siège dans la commune est passé de 46 lors du recensement agricole de 1988  à 34 en 2000 puis à 21 en 2010 et enfin à 18 en 2020, soit une baisse de 61 % en 32 ans. Le même mouvement est observé à l'échelle du département qui a perdu pendant cette période 57 % de ses exploitations,. La surface agricole utilisée sur la commune a quant à elle augmenté, passant de 2 102 ha en 1988 à 2 114 ha en 2020. Parallèlement la surface agricole utilisée moyenne par exploitation a augmenté, passant de 46 à 117 ha.

## Culture locale et patrimoine

### Lieux et monuments
- Église Saint-Jacques de Lavit. L'édifice est référencé dans la base Mérimée et à l'Inventaire général Région Occitanie[39]. Plusieurs objets sont référencés dans la base Palissy[39].

### Vie locale

#### Sports
- Tour de Tarn-et-Garonne.

### Personnalités liées à la commune
- Jean Bajet (1743-1821), général des armées de la République et de l'Empire, né et décédé dans la commune.
- le comte Danès de Montardat (1748-1829), Emigré, chef chouan, chevalier de l'ordre royal et militaire de Saint-Louis, maire de Saint-Germain-en-Laye (Yvelines), né dans la commune.
- Abbé Gayraud.
- Albert Gisclard.
- André Dupuy.
- Elie Tremoulet (1893-1932), chevalier de la Légion d'honneur, né dans la commune.

### Héraldique
| Blason de Lavit | Blason  | D'or aux trois lionceaux de gueules.             |
| Blason de Lavit | Détails | Le statut officiel du blason reste à déterminer. |

## Pour approfondir